# Estrablin
Estrablin ist eine französische Gemeinde mit 3682 Einwohnern (Stand: 1. Januar 2022) in der Region Auvergne-Rhône-Alpes. Sie gehört zum Arrondissement Vienne und zum Kanton Vienne-2 sowie zum Gemeindeverband Pays Viennois. Die Einwohner werden Estrablinois(es) genannt.

## Geographie
Estrablin liegt in der Landschaft Dauphiné am Fluss Gère. Umgeben wird Estrablin von den Nachbargemeinden Septème im Norden und Nordosten, Moidieu-Détourbe im Osten, Eyzin-Pinet im Südosten, Saint-Sorlin-de-Vienne im Süden, Jardin im Südwesten, Vienne im Westen sowie Pont-Évêque im Nordwesten.

## Weblinks

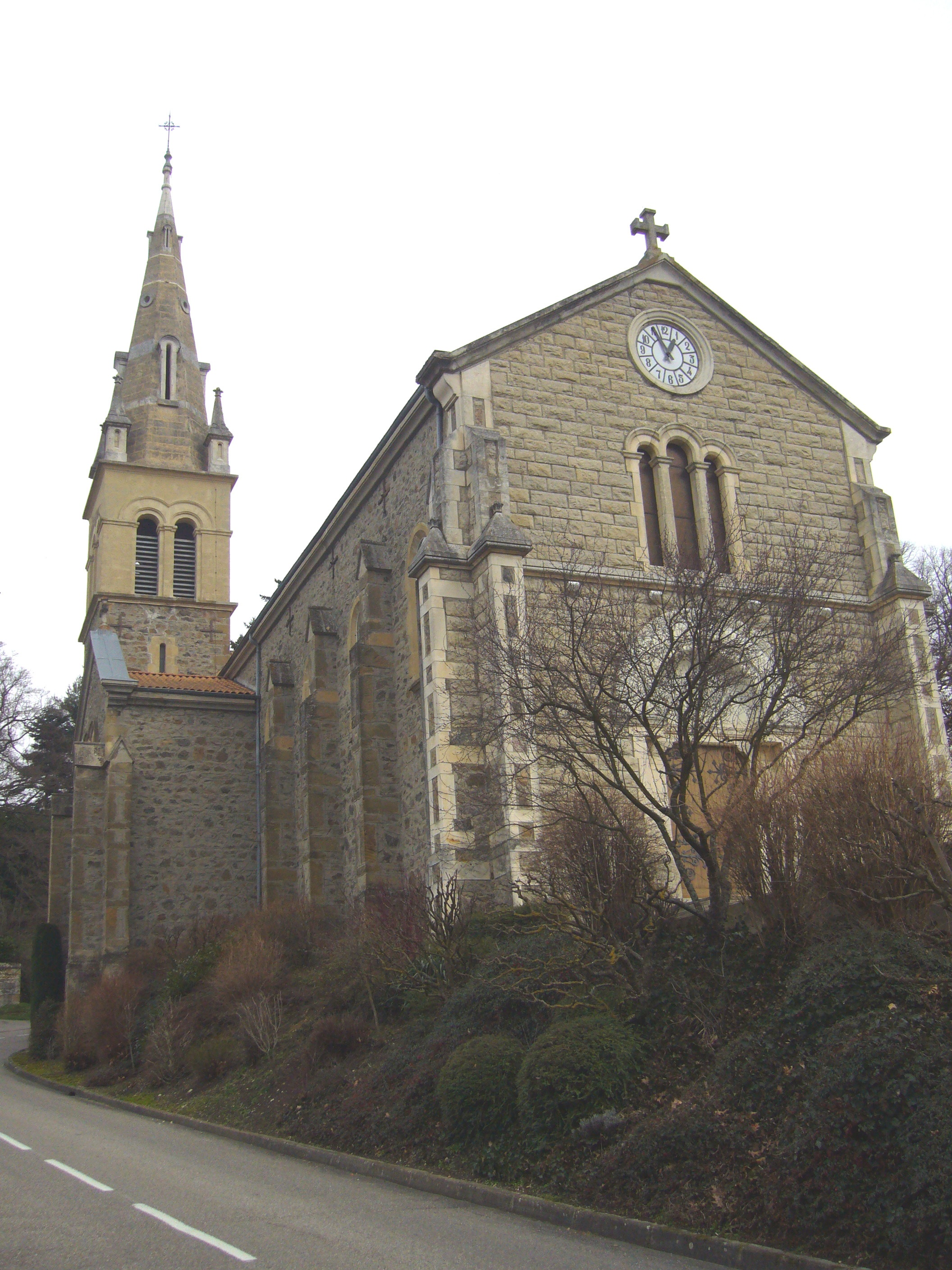
Kirche Saint-Pierre

## Bevölkerungsentwicklung
| Jahr                       | 1962 | 1968 | 1975 | 1982 | 1990 | 1999 | 2006 | 2017 |
| -------------------------- | ---- | ---- | ---- | ---- | ---- | ---- | ---- | ---- |
| Einwohner                  | 967  | 1112 | 1350 | 2738 | 2931 | 3214 | 3300 | 3365 |
| Quellen: Cassini und INSEE |      |      |      |      |      |      |      |      |

## Sehenswürdigkeiten
- Kirche Saint-Pierre
- Schloss Guerre
- Schloss Doyon (Domäne von Craz)
- Wehrhaus von Aiguebelle